# Девід Ллойд Джонс
Девід Ллойд Джонс (англ. David L. Jones; нар. 1944) — австралійський ботанік і автор великої кількості книг і статей, присвячених австралійським орхідеям та іншим місцевим рослинам.
Джонс народився в штаті Вікторія, освіту здобув в Університеті Мельбурна, який закінчив зі ступенем бакалавра в галузі сільського господарства. Протягом 14 років працював в департаменті сільського господарства свого рідного штату. Пізніше він володів кількома комерційними розплідниками, 1972 року було опубліковано його перший опис орхідеї (Pterostylis Aestiva), 1978 року вийшла його перша книга, написана спільно зі Стівеном Клемеша, присвячена австралійській папороті. 1987 року Джонс почав працювати науковим співробітником в Австралійському національному ботанічному саду у Канберрі і рік потому почав інтенсивне вивчення систематики австралійських груп рослин, особливо орхідей. З 1994 року до виходу на пенсію у 2007 році працював науковим співробітником в Research Group Orchid.
Джонс багато подорожував і побував у багатьох віддалених районах Австралії в пошуках нових видів орхідей. Він є автором понад 350 статей, що описують нові види орхідей, 18 видів саговникоподібних, а також інші рослини, в тому числі папороть роду Revwattsia.
На честь Девіда Джонса названо орідею Diuris jonesii родини (Orchidaceae).